# Sör-Lappmyran
Sör-Lappmyran är ett naturreservat i Gudmundrå socken i Kramfors kommun, Ångermanland. Reservatet är bildat för att skydda förekomsten av den rödlistade långskägglaven (Usnea longissima)  och består så gott som enbart av gammal granskog. Reservatet är också antaget som Natura 2000-område.

## Beskrivning och bildande av reservat
Reservatet ligger på en högplatå med myrarna Lappmyran och Sör-Lappmyran, omgivande skogklädda höjder och en västbrant ner mot Stor- och Lill-Fålasjön.
Området uppmärksammade i samband med inventering av långskägg i Ångermanland, 1993-1995, då rikligt med långskägglav påträffades. Sör-Lappmyran blev Natura-2000-område 1996. En bevarandeplan fastställdes 2006.
Reservatet inrättades 1998.

## Lavar och svampar
Förutom långskägg finns här flera rödlistade lavar och vedsvampar:
Läderlappslav (Collema nigrescens), stiftgelélav (Collema furfuraceum) och aspgelélav (Collema subnigrescens) respektive rynkskinn (Phlebia mellea), rosenticka (Fomitopsis rosea), borstskölding (Pluteus umbrosus), gränsticka (Phellopilus nigrolimitatus) och lappticka (Amylocystis lapponicus).